# بخش مرکزی شهرستان رستم
بخش مرکزی شهرستان رستم یکی از بخش‌های شهرستان رستم در استان فارس ایران به مرکزیت مصیری است.

## جمعیت
بر پایه سرشماری عمومی نفوس و مسکن در سال ۱۳۹۰، جمعیت این بخش ۲۸٬۱۰۱ نفر (در ۷٬۳۰۶ خانوار) بوده‌است.

## تقسیمات کشوری
بخش مرکزی شهرستان رستم از دو دهستان تشکیل شده‌است و مرکز آن شهر مصیری است.
دهستان‌ها:
- دهستان رستم یک
- دهستان رستم دو